# Sosefo Fe'aomoeata Vakata
Sosefo Fe'aomoeata Vakata (n. 13 de febrero de 1969) es un político tongano.

## Biografía

### Educación
Tiene una Maestría en Ciencias en Física de la Universidad de Queensland, y también tiene un Certificado de Entrenamiento de Rugby IRB Nivel 2. Dio clases en Tonga High School, luego trabajó como funcionario público, ocupando los cargos de oficial de licencias de radio y gerente de proyectos de las islas externas, luego ingeniero de comunicaciones, en el Ministerio de Información y Comunicaciones.

### Carrera política
Vakata fue elegido para la Asamblea Legislativa por primera vez cuando ganó el escaño de Ongo Niua 17 en las elecciones generales de 2010 como candidato por el Partido Democrático de las Islas Amigas, derrotando a  Sione 'Iloa. El 8 de diciembre de 2010 se informó que había retirado su apoyo del Partido Democrático y se había convertido en un político independiente, además de que apoyaría a un candidato noble como primer ministro.
A principios de enero de 2011, cuando el recién electo primer ministro Lord Tuʻivakano formó su Gabinete, Vakata fue nombrado Ministro de Capacitación, Empleo, Juventud y Deportes. El 1 de mayo de 2012, cambió de puesto al cargo de Ministro de Ingresos. En febrero de 2013, fue reasignado a la posición de Ministro de Empresas Públicas.

## Controversias
En julio de 2012, fue acusado de mal uso de los fondos del gobierno que se le asignaron para gastos durante un viaje a Australia que luego fue cancelado. Él negó las acusaciones, pero devolvió el dinero.